# 필리프 멕세스
필리프 사뮈엘 멕세스(프랑스어: Philippe Samuel Mexès, 1982년 3월 30일, 프랑스 툴루즈 ~ )는 프랑스의 전 축구 선수로, 포지션은 센터백이다. 7시즌 간 로마의 주전 수비수로 뛰다가 2011년, 자유계약으로 AC 밀란으로 입단하였다.